# Helene Stöcker
Pour les articles homonymes, voir Stöcker.
Helene Stöcker, née le 13 novembre 1869 à Elberfeld et morte le 24 février 1943 à New York, était une militante pacifiste, féministe, journaliste et essayiste politique allemande. 

## Biographie

### Jeunesse et études
À peine majeure, Helene Stöcker quitte la maison de ses parents puritains et part pour Berlin. Elle intègre le mouvement féministe qui commence à prendre de l'ampleur et s'engage pour que les femmes puissent étudier. À partir de 1890, elle étudie les œuvres de Nietzsche et partage quelques-unes de ses vues radicales sur l'État, l'Église et les représentations morales dominantes. Elle est également fortement influencée par Alexander Tille, avec qui elle se lie d'amitié pour quelques années à partir de 1897.
En 1896, elle commence des études de germanistique, de philosophie et de sciences sociales. À cette époque, les femmes ne sont autorisées à l'université qu'en tant qu'auditrices libres sur autorisation personnelle des professeurs et ne peuvent passer aucun examen. Helene Stöcker suit les cours magistraux d'Erich Schmidt et de Wilhelm Dilthey, dont elle devient l'assistante. De l'historien Heinrich von Treitschke, elle raconte a posteriori qu'il aurait répondu la phrase suivante à sa demande de bien vouloir interrompre son cours : « Les universités allemandes sont faites depuis un demi-millier d'années pour les hommes, je ne veux pas contribuer à les détruire ». Après un séjour scolaire à Glasgow, Helene Stöcker passe son doctorat de philosophie à l'université de Berne en 1901, où les femmes sont autorisées à passer des examens depuis plusieurs années.

### Féminisme
Helene Stöcker s'implique activement dans le mouvement de « révolution sexuelle » féminine. Dans son journal Die neue Generation, elle revendique une « nouvelle éthique » ainsi que la liberté pour les femmes de vivre leur sexualité en dehors du mariage. Elle plaide en outre le fait que l'avortement ne soit plus puni par la loi, tout comme l'homosexualité masculine. 
Elle rejoint l'Union pour la protection des mères (Bund für Mutterschutz), fondée en 1905 par Ruth Bré. Opposée aux thèse radicales de celle-ci, elle l'évince rapidement de la tête de l'association, qui devient à partir de 1908 l'Union pour la protection des mères et la réforme sexuelle (Deutscher Bund für Mutterschutz und Sexualreform). L'association a pour but de venir en aide aux mères célibataires et à leurs enfants. L'association compte jusqu'à 4 000 membres.
Au sein de son Union pour la protection des mères et la réforme sexuelle, elle ne se contente pas d'aider les jeunes filles en détresse mais s'engage aussi activement pour l'éducation sexuelle ; l'association répond aussi à des questions sur la contraception et l'hygiène sexuelle. Ses opinions libérales concernant la sexualité et l'homosexualité sont considérées comme trop radicales par les juristes féminines de l'époque. Toutefois, elle parvient à imposer à l'ordre du jour des grandes organisations féministes la revendication du droit des femmes à disposer librement de leur corps et de leur sexualité.
Lors de la Première Guerre mondiale et de la République de Weimar, Helene Stöcker se tourne vers le mouvement pacifiste, où elle s'investit particulièrement. Elle fonde l'Union des objecteurs de conscience (Bund der Kriegsdienstgegner). Avec Kees Boeke et Wilfred Wellock, elle crée en 1921 à Bilthoven l'Internationale des résistant(e)s à la guerre, association qui porte d'abord le nom de PACO. Elle est élue en 1922 présidente-adjointe du Deutsches Friedenskartell.
Lorsque les nationaux-socialistes arrivent au pouvoir en Allemagne, elle s'exile aux États-Unis en passant par la Suisse et la Suède. En 1943, elle meurt d'un cancer, dans la misère.

## Œuvres

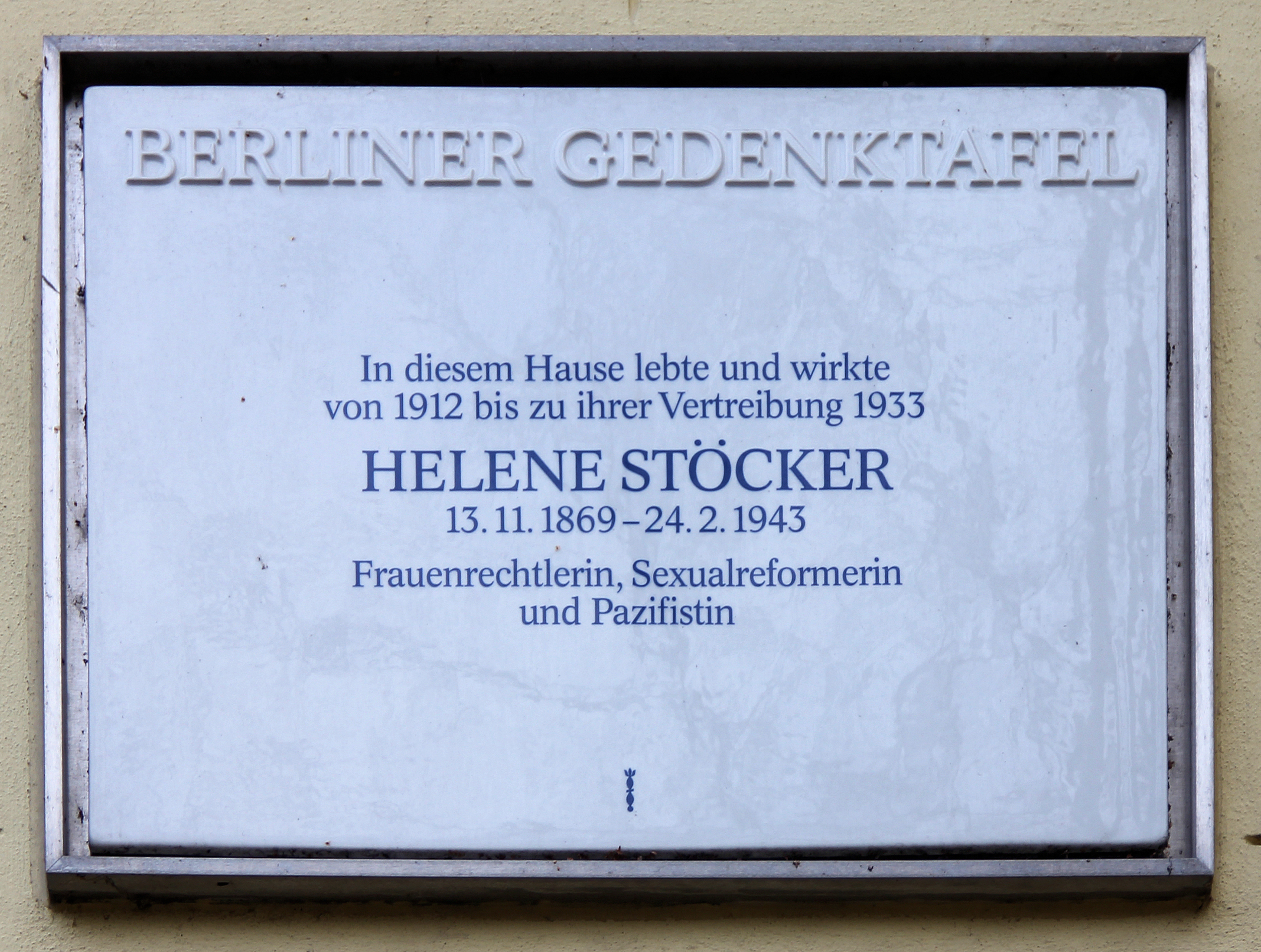
Plaque commémorative à Berlin, Münchowstraße 1, quartier de Nikolassee.

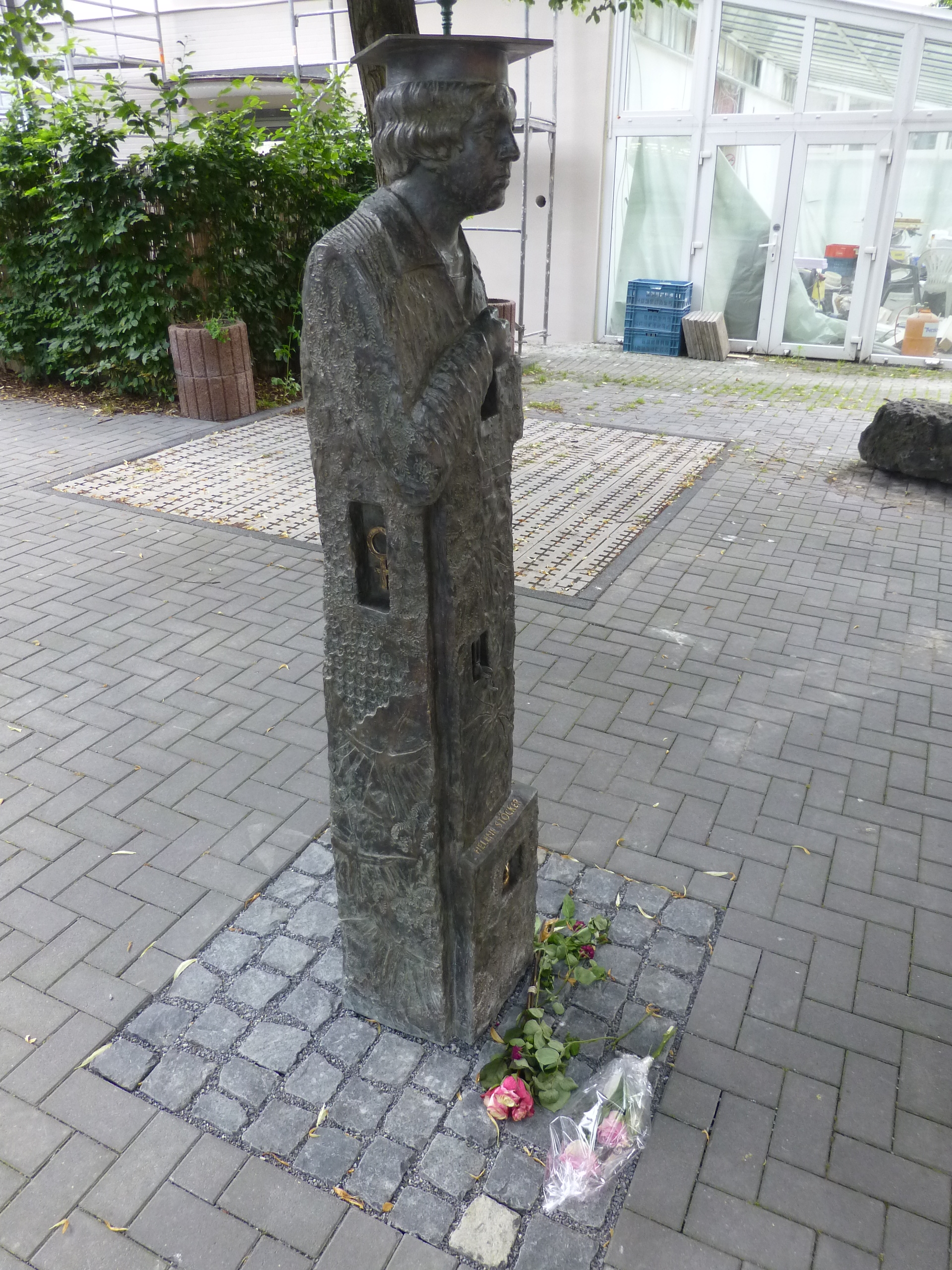
Mémorial à Wuppertal, Auer Schulstraße.

- Die Liebe und die Frauen. Ein Manifest der Emanzipation von Frau und Mann im deutschen Kaiserreich, 1906
- Liebe (Roman), Verlag der Neuen Generation, Berlin, 1925
- Verkünder und Verwirklicher. Beiträge zum Gewaltproblem, 1928

Journaux :
- Frauen-Rundschau, 1903-1922
- Mutterschutz, Organ des Bundes für Mutterschutz, paru de 1905 à ?
- Die Neue Generation, 1903-1933

- Geburtenrückgang und Monismus. In. Der Düsseldorfer Monistentag (Wilhelm Blossfeld, Éd.) Leipzig, 1914